# Malma hed

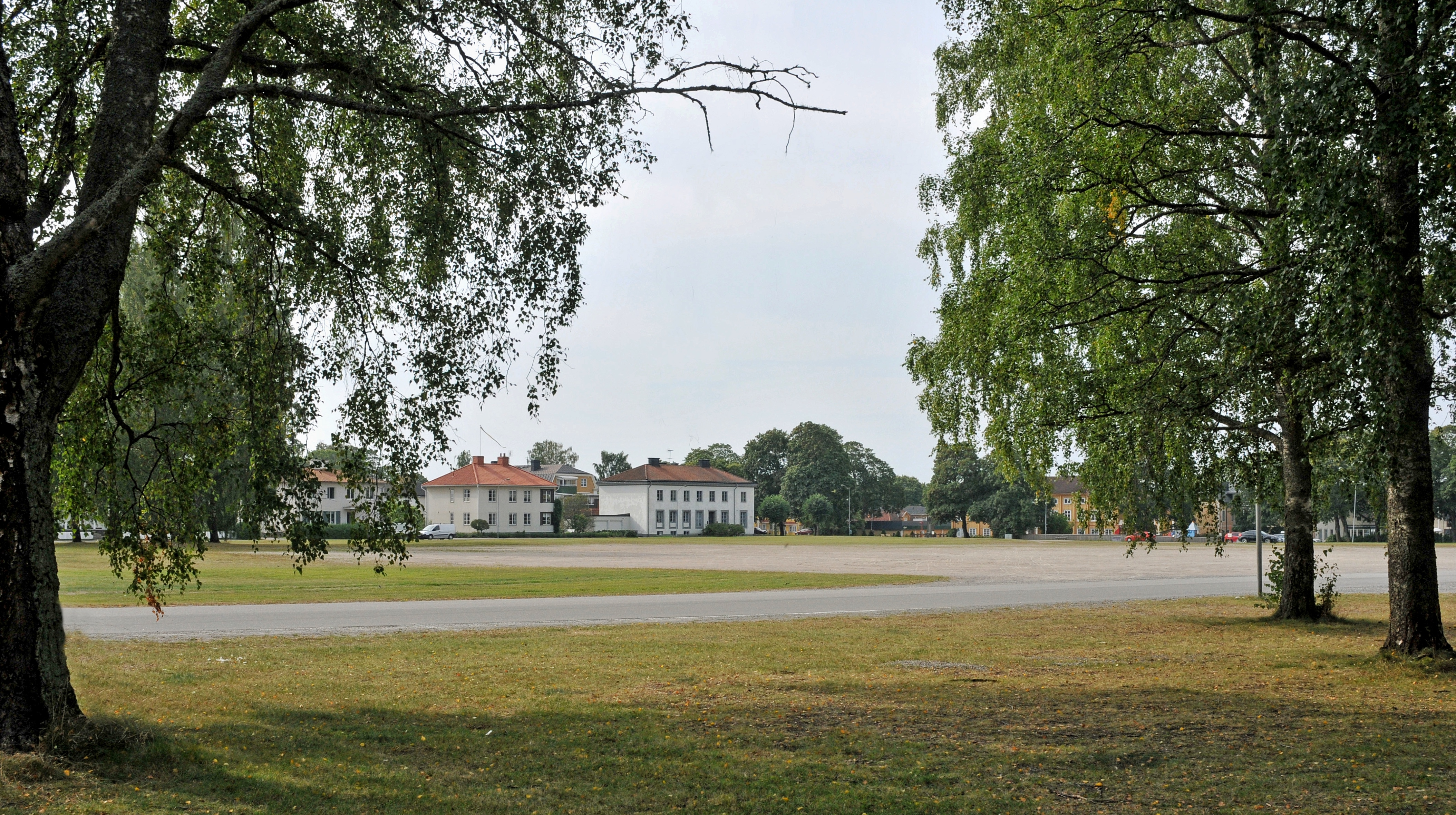
Den gamla exercisplatsen.

Malma hed eller Malmahed är ett stort öppet sandhedsområde i Malmköping och var åren 1774–1921 mötes- och lägerplats för Södermanlands regemente. Sommaren 1921 lämnade regementet Malma hed för att flytta in i sitt nyuppförda kasernetablissement i Strängnäs. 
1926 köpte Södermanlands Gymnastikförbund stora delar av anläggningen och det första gymnastiklägret för barn hölls året därpå, en verksamhet som kom att fortsätta i 48 år. 
Flera militära byggnader kvarstår på platsen, bland annat den barack som idag inhyser Museet Malmahed.
Platsen har efter att militären lämnade lägret använts för olika gymnastik- och idrottsläger, frikyrkliga tältmöten, cirkusföreställningar, nöjesfält, utställningar och marknader.

## Bilder

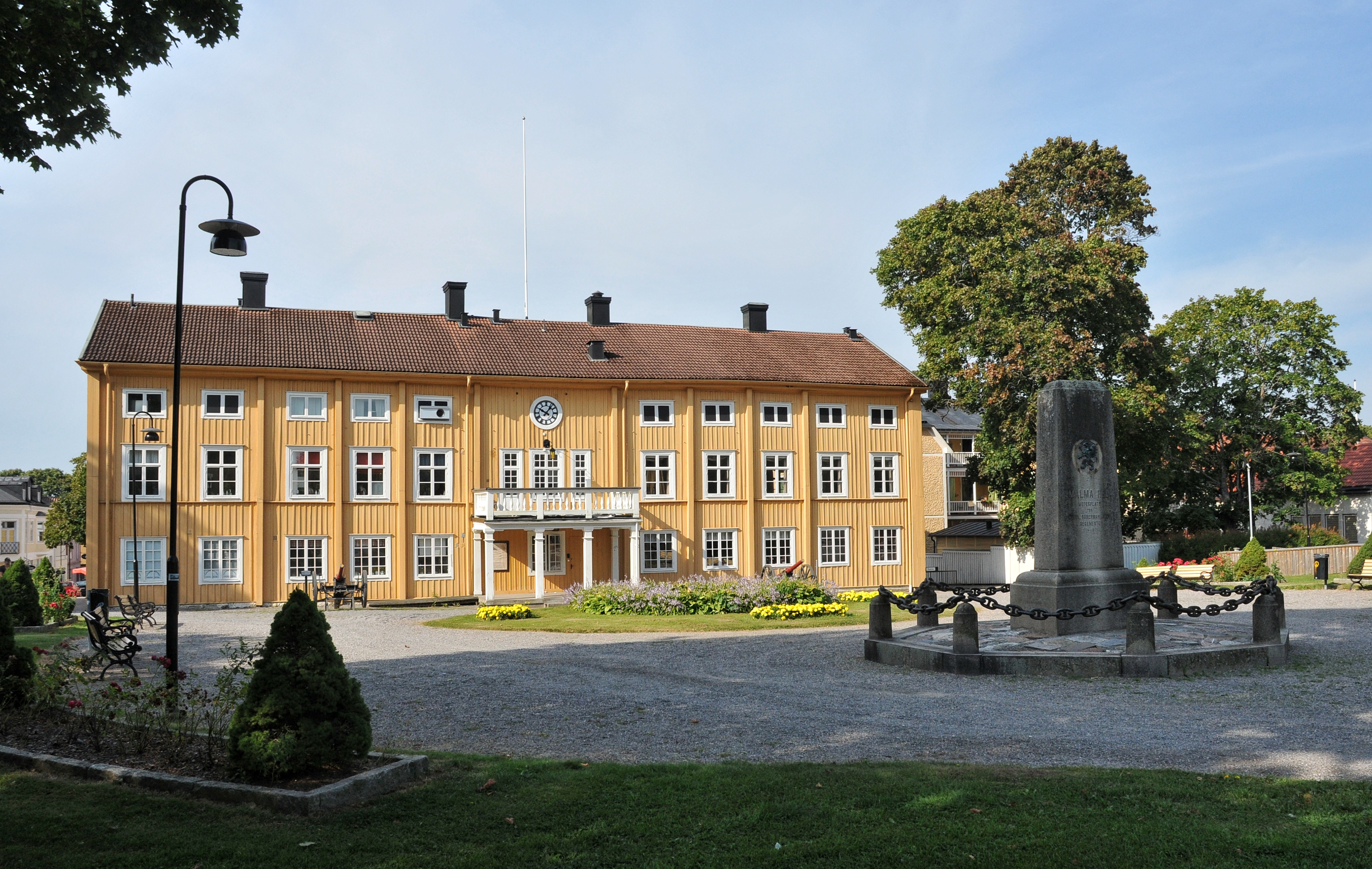
Regementsbyggnaden från 1785.
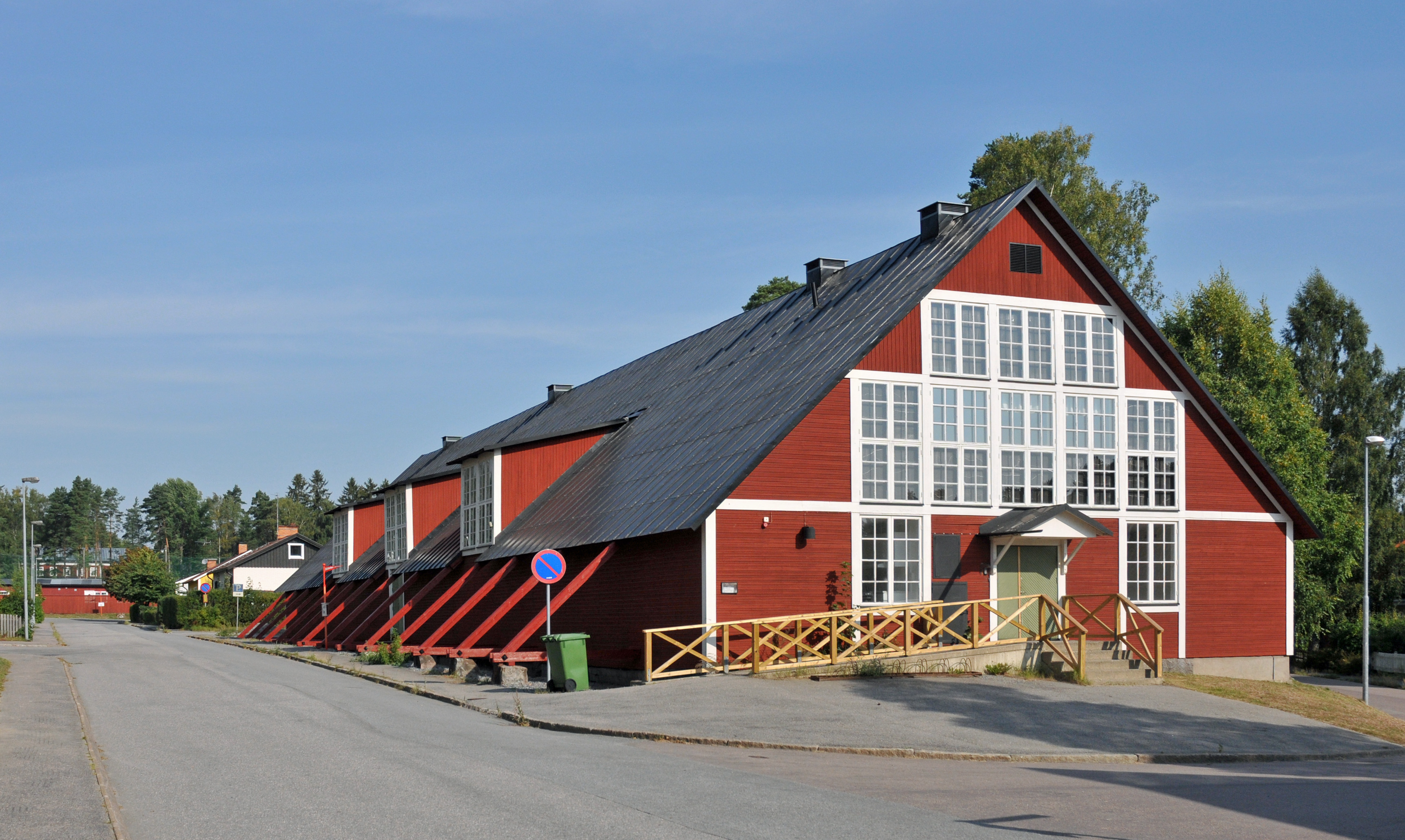
Lägerhydda från början av 1900-talet.
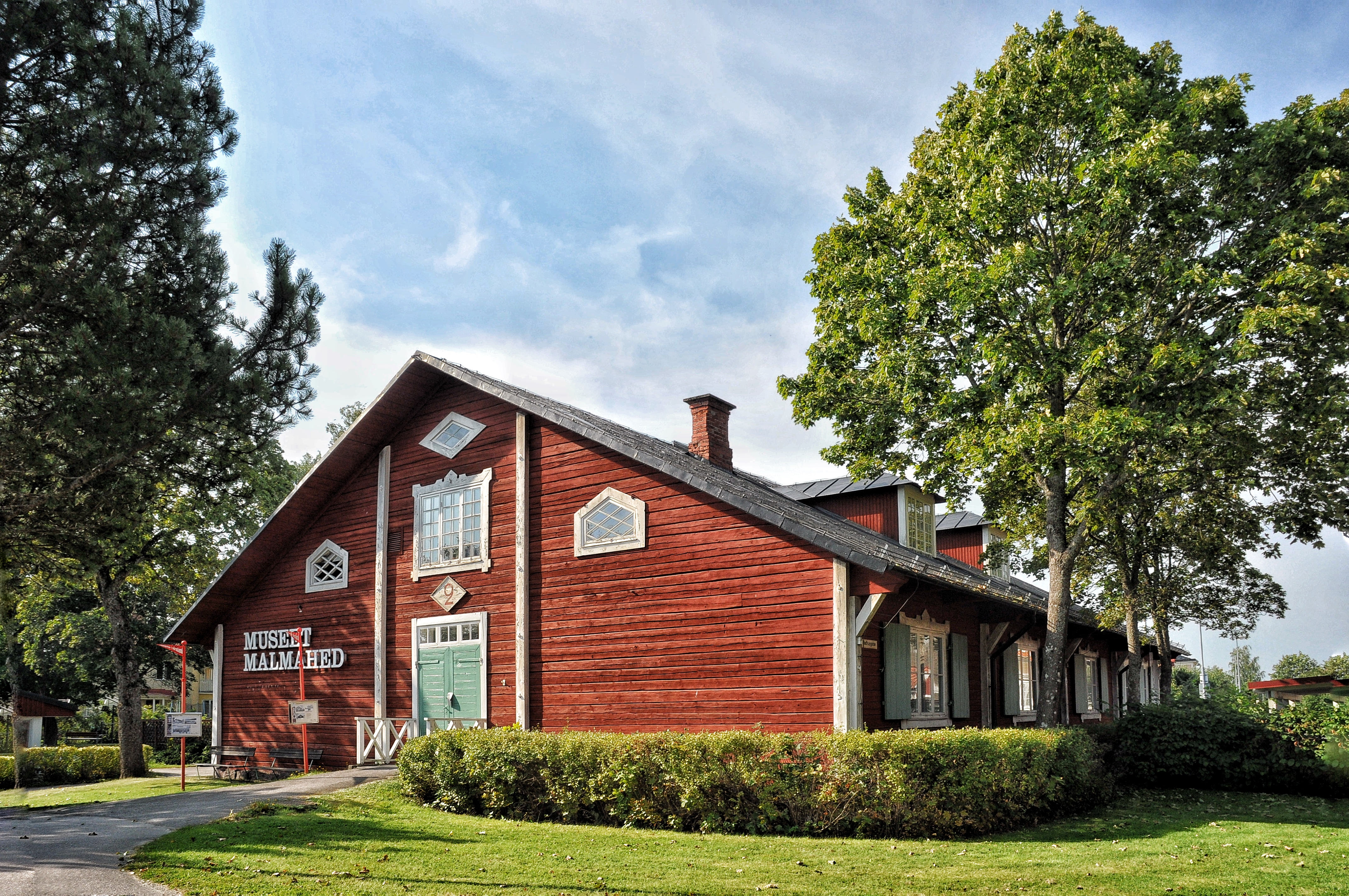
Barack från 1878–79 med Museet Malmahed.
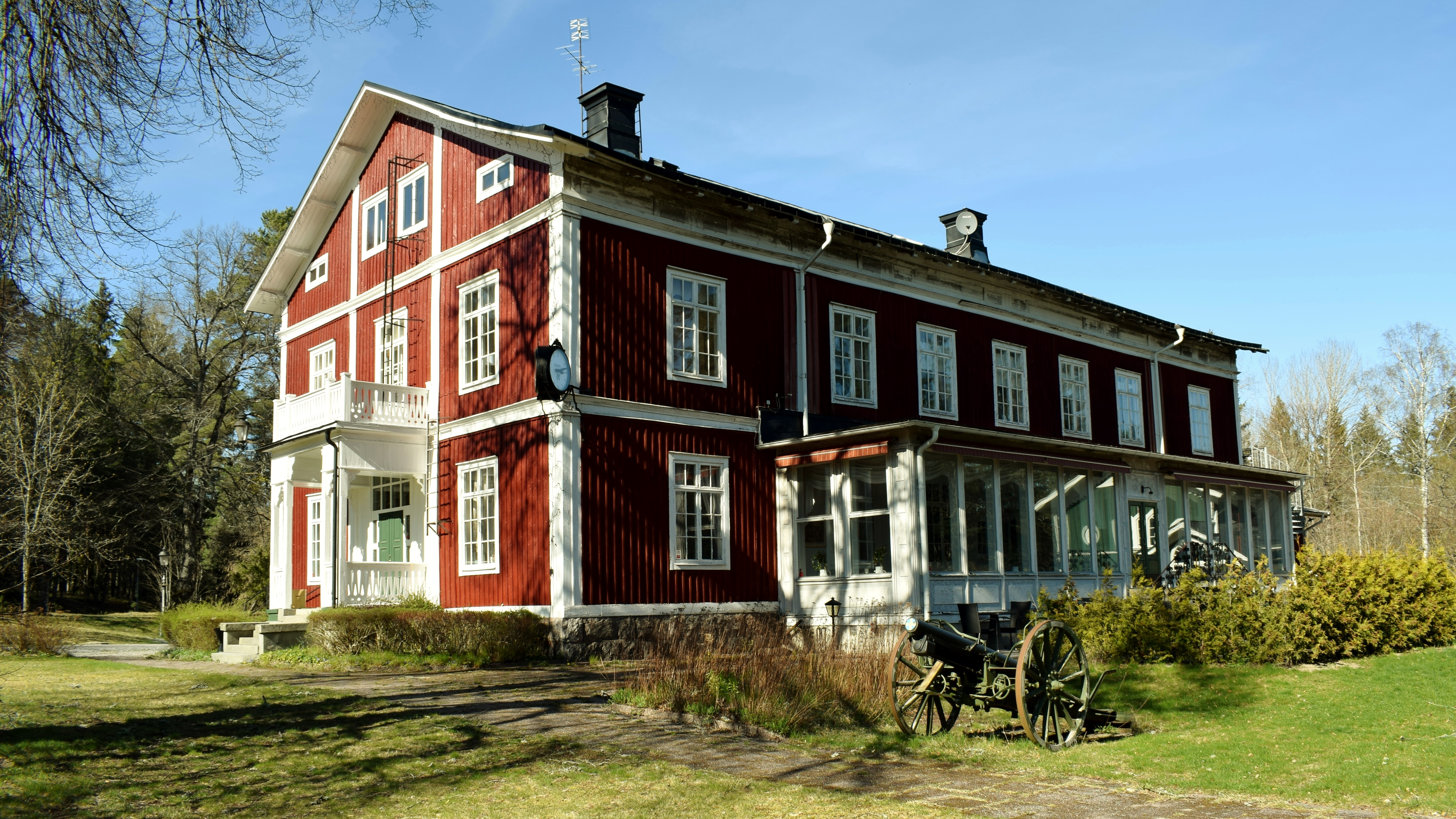
Sjukhuset från 1886.